# NS 8100
De serie NS 8100 was een serie rangeerstoomlocomotieven van de Nederlandse Spoorwegen (NS) en diens voorganger Maatschappij tot Exploitatie van Staatsspoorwegen (SS).

## SS-periode
Omdat de SS omstreeks de eeuwwisseling van 1900 de behoefte kreeg aan korte rangeerlocomotieven werd een serie van tien stuks besteld bij de Machinefabriek Breda, welke in 1901 als SS 651-660 werden geleverd. Uitbreidingen van deze serie werden in eigen beheer in de Centrale Werkplaatsen van de SS in Tilburg en Zwolle vervaardigd. In 1903 werden de in Tilburg vervaardigde 661-667 en de in Zwolle vervaardigde 668-670 in dienst gesteld, gevolgd door de in Tilburg vervaardigde 671-672, 673-677 en 678-680 in respectievelijk 1905, 1906 en 1907.

## NS-periode
Bij de samenvoeging van het materieelpark van de HSM en de SS in 1921 kregen de locomotieven van deze serie de NS-nummers 8101-8130. Ter vervanging van de af te voeren serie 6800, die waren aangepast voor de inzet op de tramlijn Ede - Wageningen, werden tussen 1931 en 1934 de 8124-8126 en 8128-8130 geschikt gemaakt voor deze lijn. Diverse benodigde onderdelen werden van afgevoerde 4600-en, 6200-en, 6800-en en 9500-en afgenomen en hergebruikt.

## Verhuur tijdens de Tweede Wereldoorlog
Van 1940 tot 1941 werden de 8101, 8118 en 8122 verhuurd aan de Nederlandsche Tramweg Maatschappij (NTM). In 1941 werd de defect geraakte 8122 vervangen door de 8119.
Van 1942 tot 1944 werden de 8104, 8109, 8112 en 8129 verhuurd aan de Gooische Tramweg-Maatschappij (GoTM). De 8104 keerde al in 1943 terug naar de NS, om later in dat jaar met de 8105 te worden verhuurd aan de NTM. In 1944 werd ook de 8130 verhuurd aan de NTM.
Voor beide maatschappijen waren de schoorstenen van de 8100-en te hoog om in de loodsen te passen. De aan de GoTM verhuurde locomotieven werden daarop van een lagere schoorsteen voorzien. Bij de NTM werd de toegang tot de loods in Drachten vergroot. Tijdens de spoorwegstaking van 1944-'45 werden er 13 8100-en door de Duitsers naar het oosten afgevoerd, die alle tussen 1945 en 1947 weer terug naar Nederland keerden. Na de Tweede Wereldoorlog keerden alle verhuurde locomotieven weer terug naar de NS en werden alle in de oorlogsjaren uitgevoerde wijzigingen teruggedraaid. De aan de GoTM verhuurde locomotieven kregen hun oude schoorsteen weer terug.

## Afvoer en behoud
Als eerste werden de 8116 en 8121 in respectievelijk 1936 en 1937 afgevoerd. In 1945 werden de 8111 en 8122 met onherstelbare oorlogsschade afgevoerd, in 1947 en 1948 gevolgd door de 8104, 8105, 8114 en 8110. De rest volgde in de jaren 1949-1954 en als laatste de 8102 in 1955.
De 8126 werd in 1950 verhuurd aan de Verenigde Coöperatieve Suikerfabrieken voor rangeerwerkzaamheden in Roosendaal.
Een aantal locs werd na afvoer niet aan een sloopbedrijf verkocht. De 8120 werd verkocht aan Montai Export in Den Haag, die de loc vermoedelijk naar haar moedermaatschappij Kweichow Moutai Distillery in het zuidwesten van China exporteerde. De 8107 werd in 1952 verkocht aan de Verenigde Coöperatieve Suikerfabrieken, waar de loc onder het nieuwe nummer VCS 3 tot 1964 rangeerwerkzaamheden op het terrein in Roosendaal verrichtte.
Door initiatief van de heer R. Stamkot, in 1966 als secretaris van het Comité Vrienden van het Trammuseum en in 1967 als secretaris van de Stichting Museum Buurtspoorweg (MBS), werd bereikt dat de VCS 3 in mei 1968 aan de MBS werd geschonken. Het transport van de CSM in Roosendaal naar Twente volgde in juni 1968. In 1973 werd daar begonnen met de restauratie, waarbij de loc in de afleveringsstaat als SS 657 werd teruggebracht op enkele voor de rijdende dienst noodzakelijke wijzigingen na. De omvangrijke restauratie duurde tot 1987. Sindsdien behoort de loc tot het rijvaardige materieelpark van de MBS. In 2018 werd de loc na een revisie in de uitvoering als NS 8107 gebracht.
| Fabrikant                   | Fabrieksnummer | In dienst | SS nummer | NS nummer | Uit dienst | Bijzonderheden |
| --------------------------- | -------------- | --------- | --------- | --------- | ---------- | --- |
| Machinefabriek Breda        | 164            | 1901      | 651       | 8101      | 1952       | |
| Machinefabriek Breda        | 165            | 1901      | 652       | 8102      | 1955       | |
| Machinefabriek Breda        | 166            | 1901      | 653       | 8103      | 1951       | |
| Machinefabriek Breda        | 167            | 1901      | 654       | 8104      | 1947       | |
| Machinefabriek Breda        | 168            | 1901      | 655       | 8105      | 1952       | |
| Machinefabriek Breda        | 169            | 1901      | 656       | 8106      | 1949       | |
| Machinefabriek Breda        | 170            | 1901      | 657       | 8107      | 1952       | verkocht aan de VCS in Roosendaal, als VCS 3 ingezet tot 1964. Bewaard door MBS als SS 657. Sinds 2018 uitgevoerd als NS 8107. |
| Machinefabriek Breda        | 171            | 1901      | 658       | 8108      | 1952       | |
| Machinefabriek Breda        | 172            | 1901      | 659       | 8109      | 1953       | |
| Machinefabriek Breda        | 173            | 1901      | 660       | 8110      | 1948       | |
| Centrale werkplaats Tilburg | 10             | 1903      | 661       | 8111      | 1945       | |
| Centrale werkplaats Tilburg | 11             | 1903      | 662       | 8112      | 1949       | |
| Centrale werkplaats Tilburg | 12             | 1903      | 663       | 8113      | 1949       | |
| Centrale werkplaats Tilburg | 13             | 1903      | 664       | 8114      | 1948       | |
| Centrale werkplaats Tilburg | 14             | 1903      | 665       | 8115      | 1950       | |
| Centrale werkplaats Tilburg | 15             | 1903      | 666       | 8116      | 1937       | |
| Centrale werkplaats Tilburg | 16             | 1903      | 667       | 8117      | 1952       | |
| Centrale werkplaats Zwolle  | 1              | 1903      | 668       | 8118      | 1949       | |
| Centrale werkplaats Zwolle  | 2              | 1903      | 669       | 8119      | 1952       | |
| Centrale werkplaats Zwolle  | 3              | 1903      | 670       | 8120      | 1951       | verkocht aan Montai Export in Den Haag.                                                                                        |
| Centrale werkplaats Tilburg | 17             | 1905      | 671       | 8121      | 1937       | |
| Centrale werkplaats Tilburg | 18             | 1905      | 672       | 8122      | 1945       | |
| Centrale werkplaats Tilburg | 19             | 1906      | 673       | 8123      | 1951       | |
| Centrale werkplaats Tilburg | 20             | 1906      | 674       | 8124      | 1949       | |
| Centrale werkplaats Tilburg | 21             | 1906      | 675       | 8125      | 1951       | |
| Centrale werkplaats Tilburg | 22             | 1906      | 676       | 8126      | 1950       | verhuurd aan de VCS in Roosendaal.                                                                                             |
| Centrale werkplaats Tilburg | 23             | 1906      | 677       | 8127      | 1954       | |
| Centrale werkplaats Tilburg | 24             | 1907      | 678       | 8128      | 1950       | |
| Centrale werkplaats Tilburg | 25             | 1907      | 679       | 8129      | 1951       | |
| Centrale werkplaats Tilburg | 26             | 1907      | 680       | 8130      | 1954       | |

## Afbeeldingen

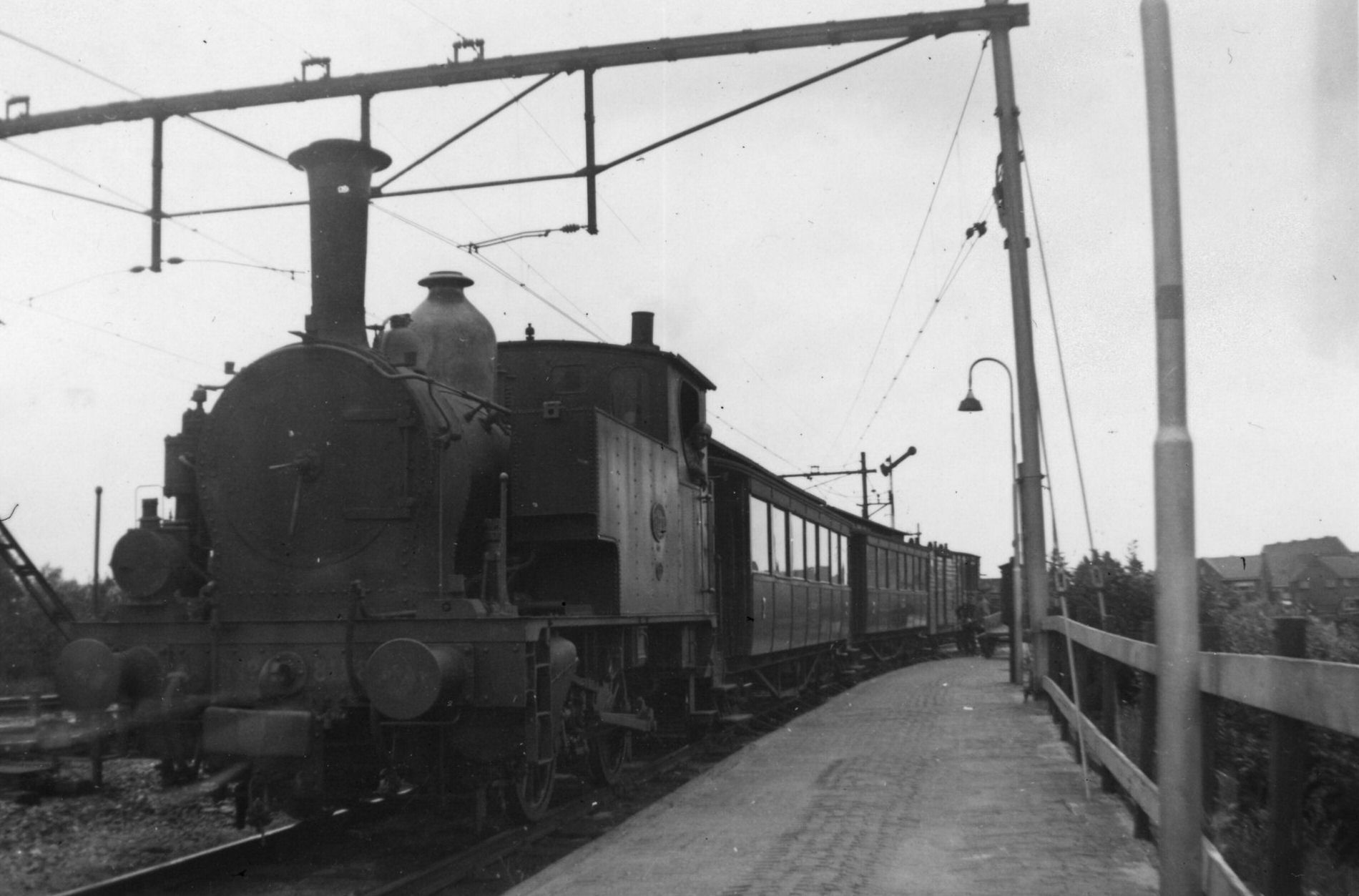
De tram uit Schoonhoven, getrokken door de stoomlocomotief NS 8128 bij aankomst te Gouda. (augustus 1942)
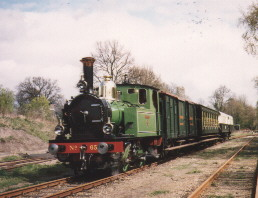
SS 657, bewaard door de Museum Buurtspoorweg, te Boekelo; 2004.
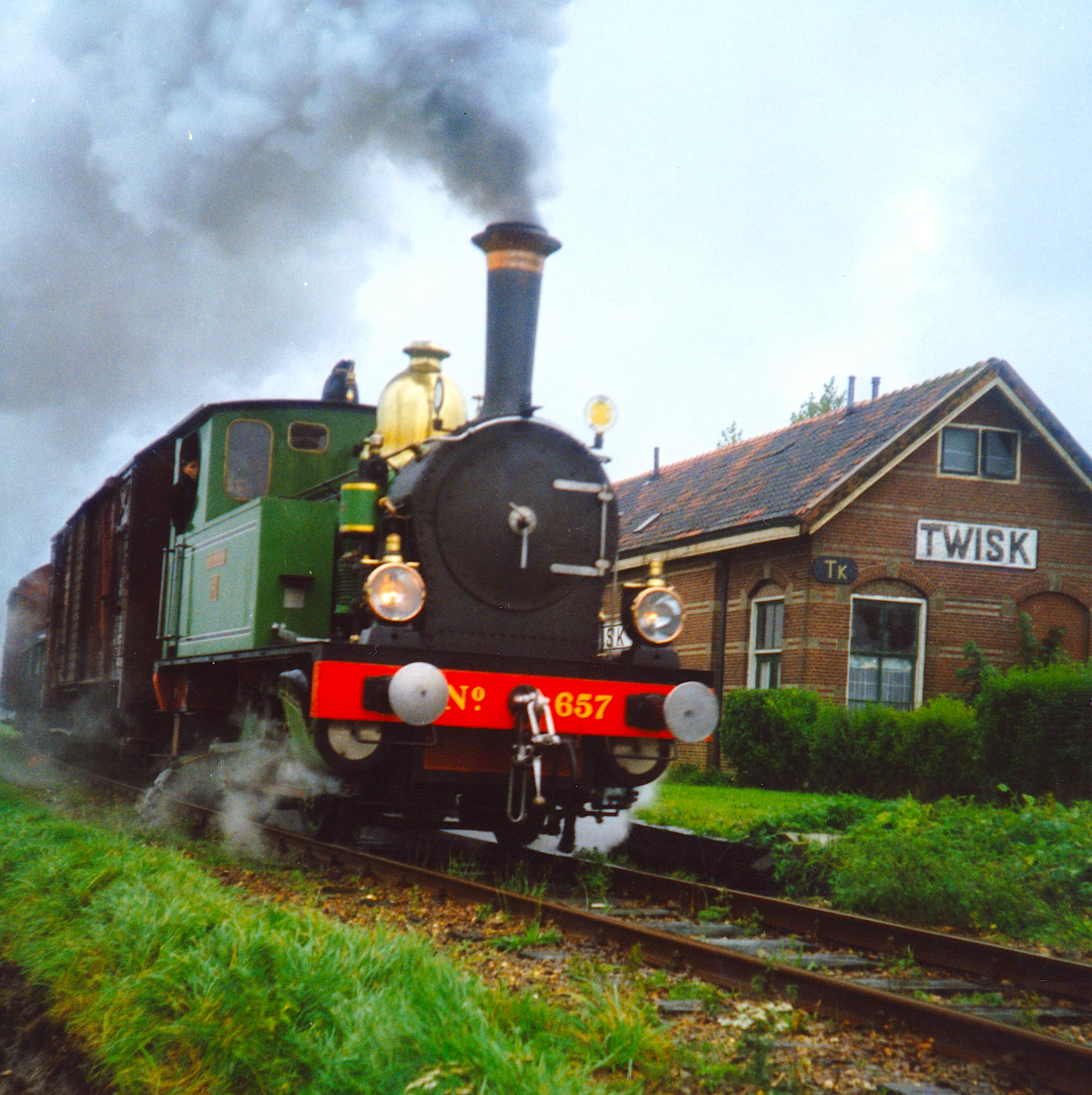
SS 657 bij station Twisk aan de Spoorlijn Hoorn - Medemblik, bewaard door de Museum Buurtspoorweg, te Boekelo; 2004.
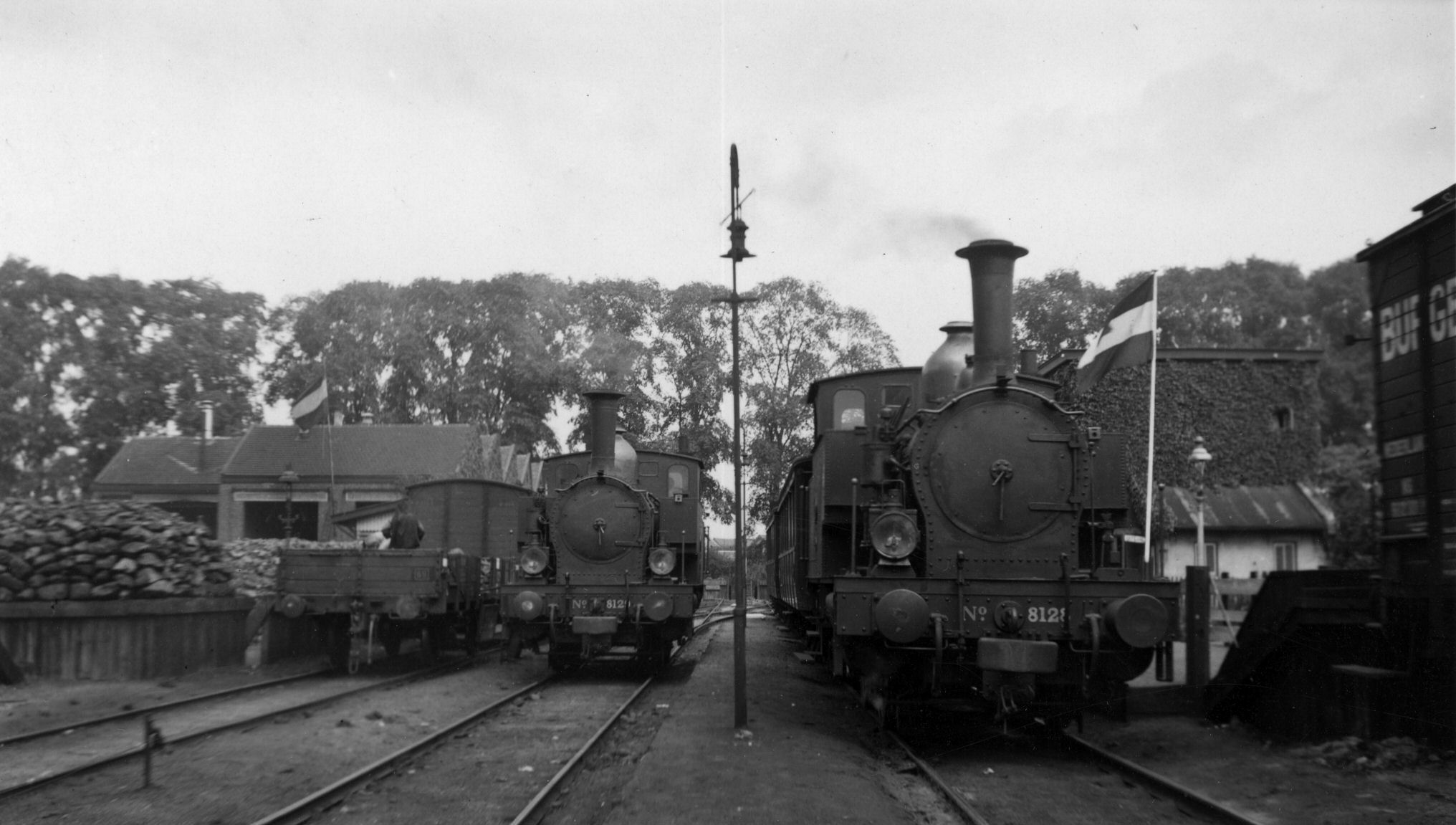
Stoomlocomotieven NS 8128 en NS 8129 op het emplacement te Schoonhoven (tramlijn Gouda-Schoonhoven). (Augustus 1939)
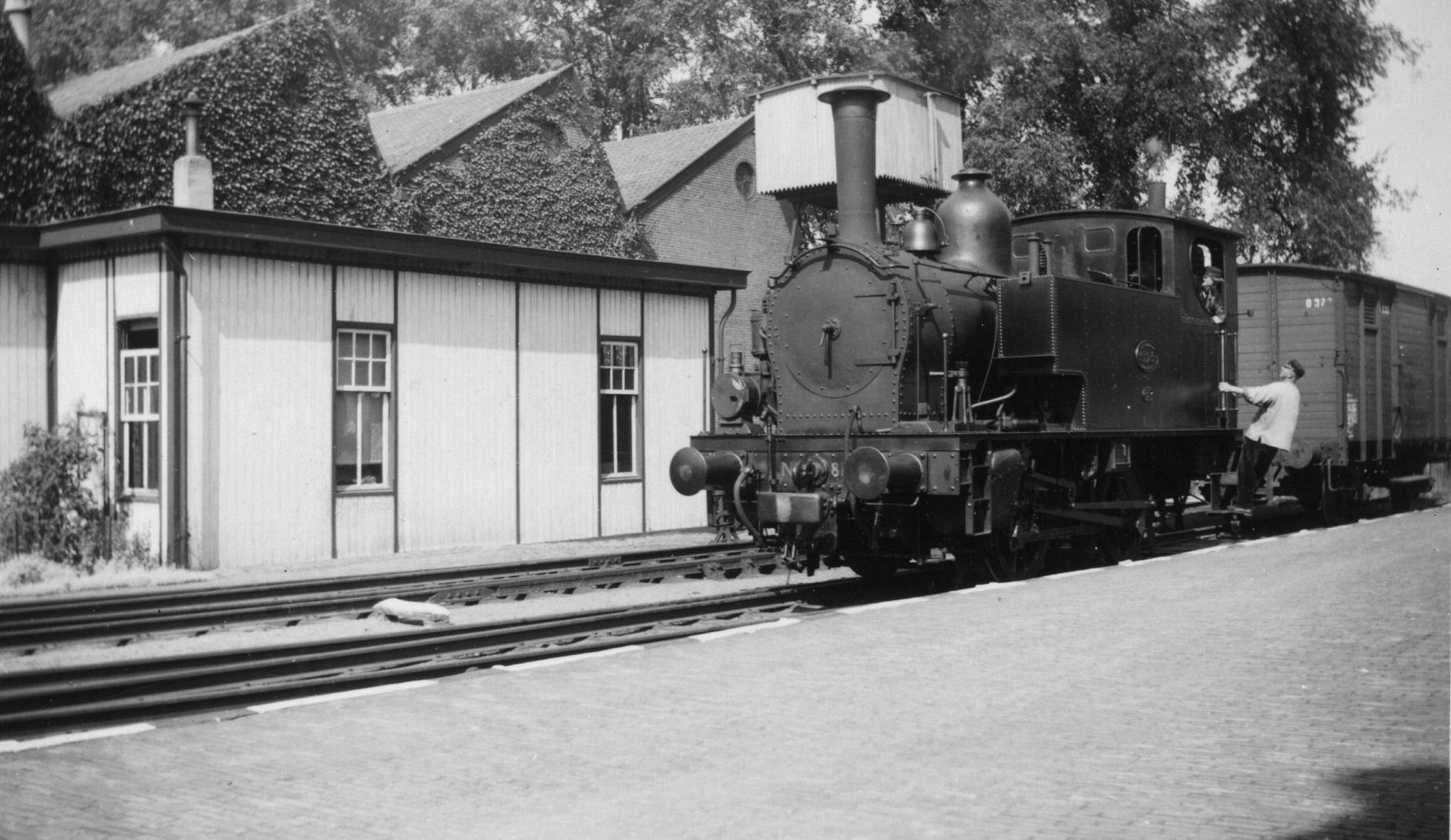
Stoomlocomotief NS 8125 te Schoonhoven. (02-09-1940)
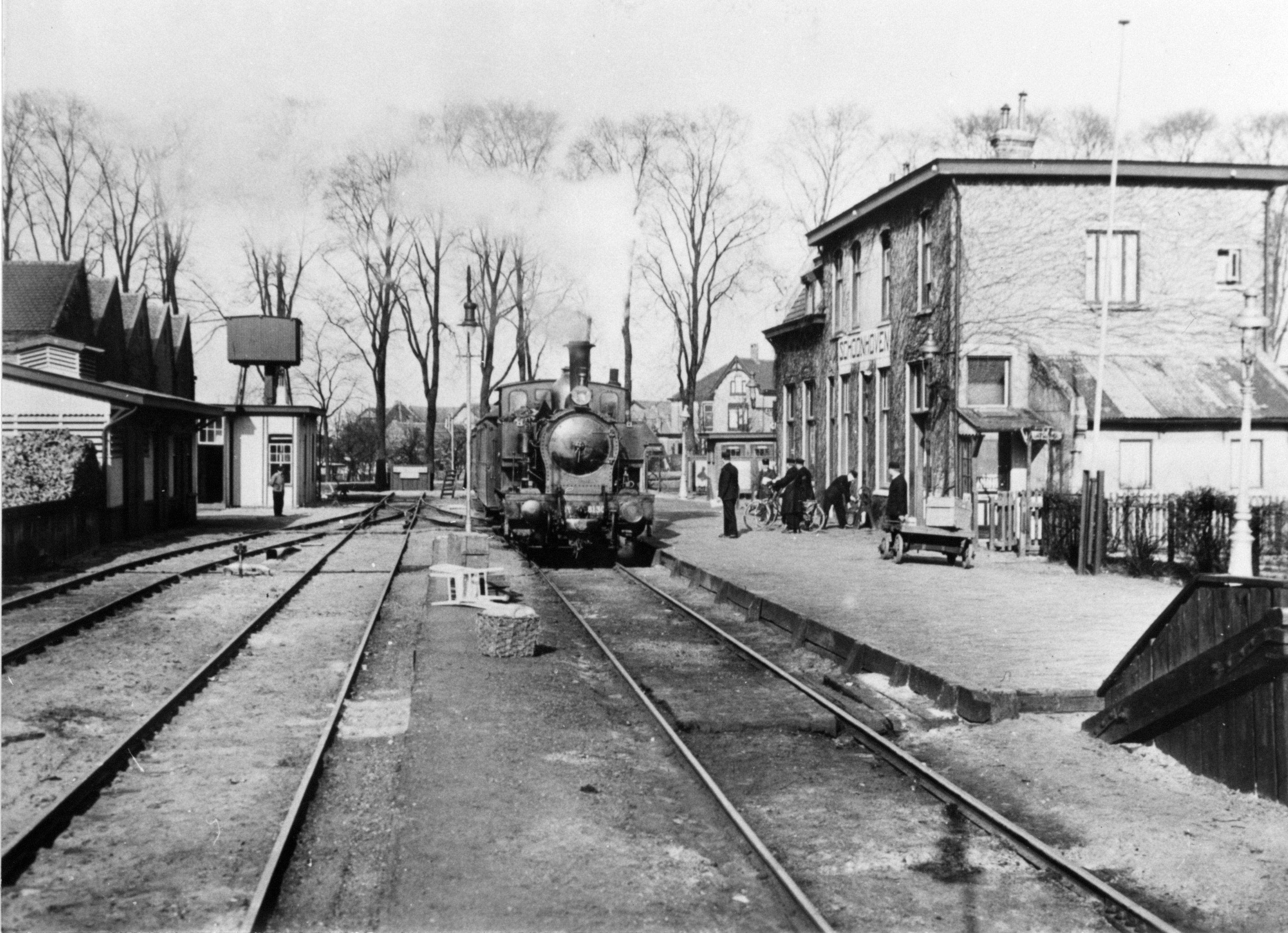
Stoomlocomotief NS 8130 langs het perron van het tramstation te Schoonhoven. (Tussen 1930- 1940)
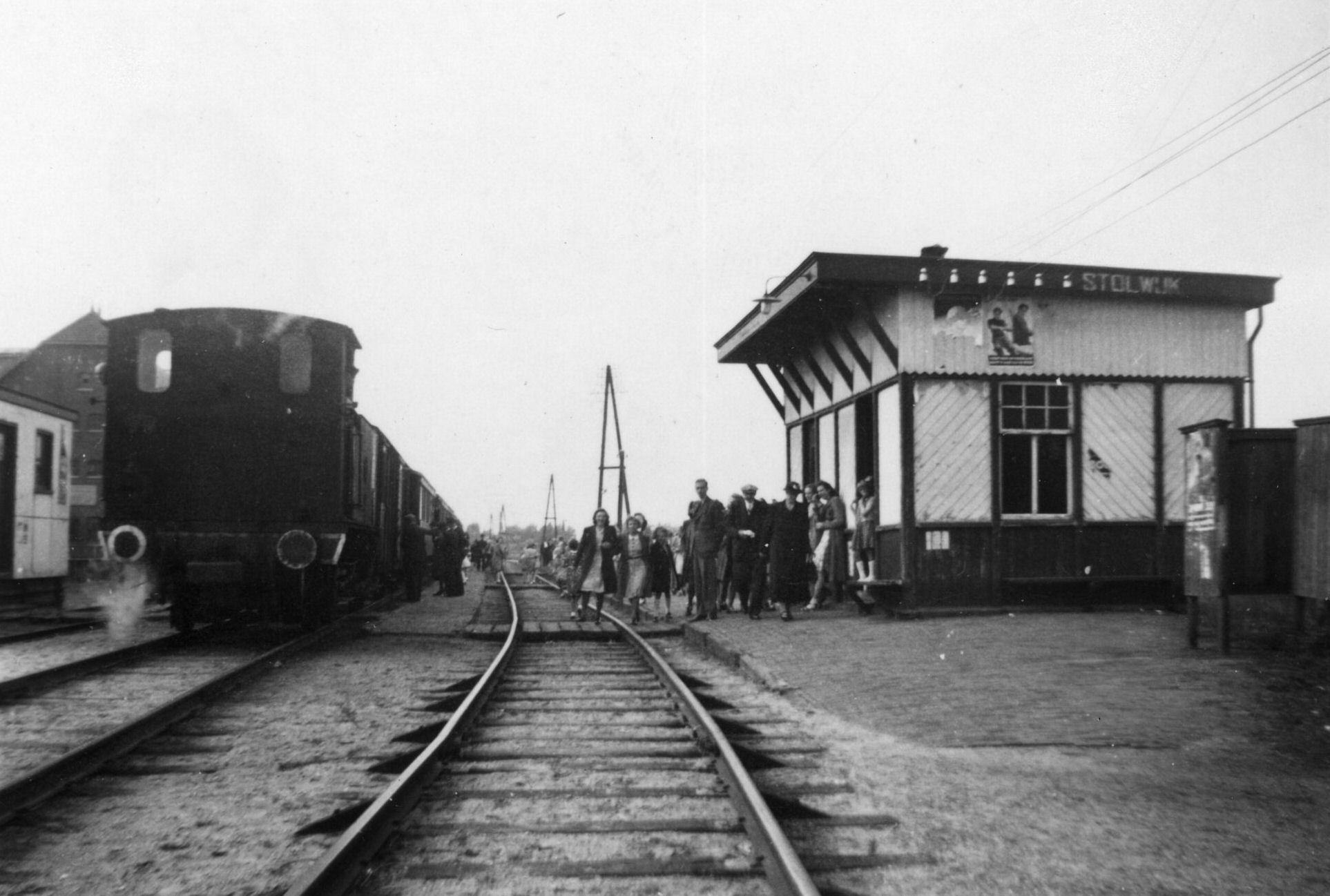
Stoomlocomotief uit de serie 8100 van de N.S. met tram 652 bij de halte Stolwijk aan de tramlijn Gouda - Schoonhoven, op de laatste dag van de exploitatie. (23-08-1942)
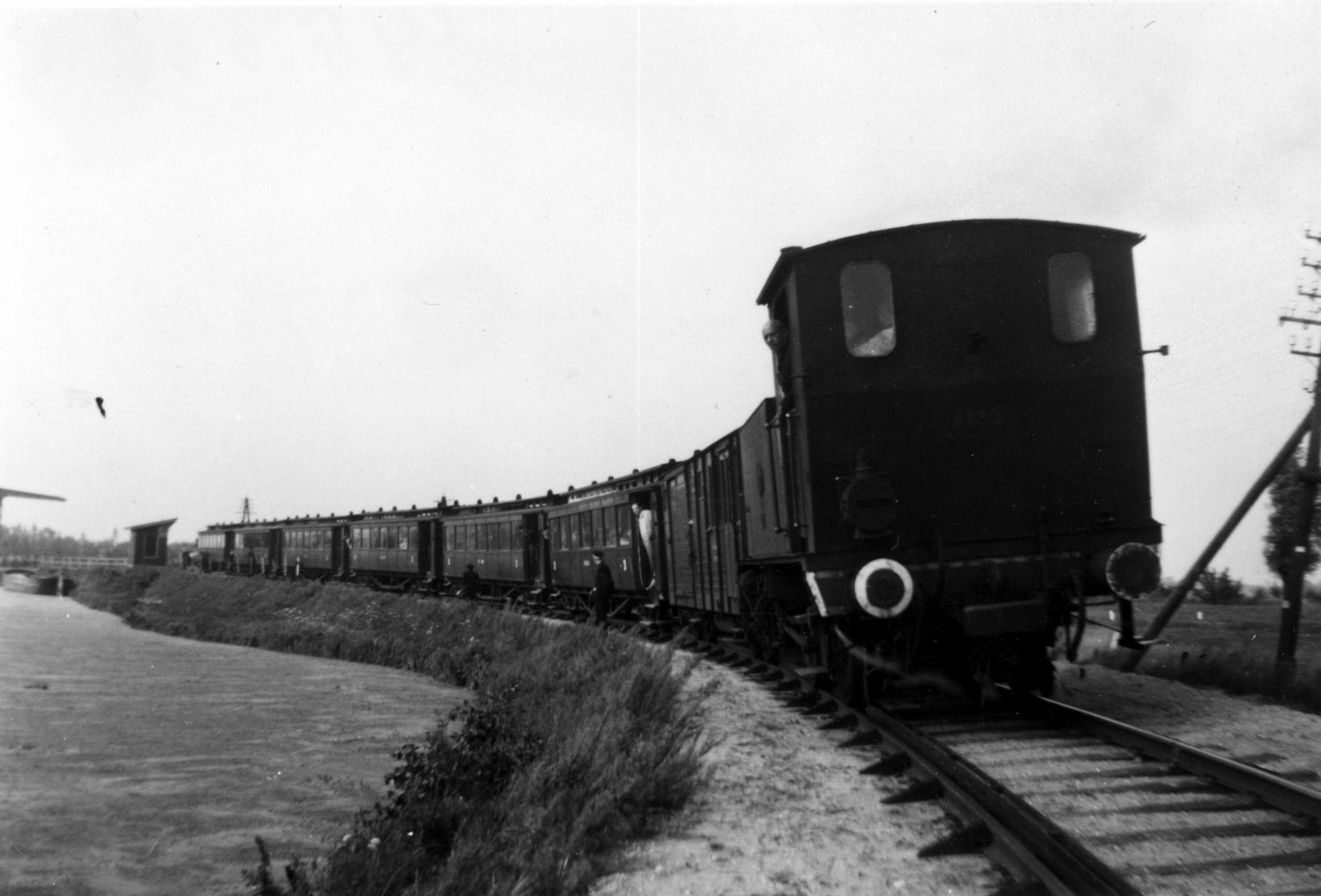
Een tram, getrokken door een stoomlocomotief uit de serie 8100 van de N.S. op het traject Gouda - Schoonhoven, kort voor het opheffen van de exploitatie. (Augustus 1942)
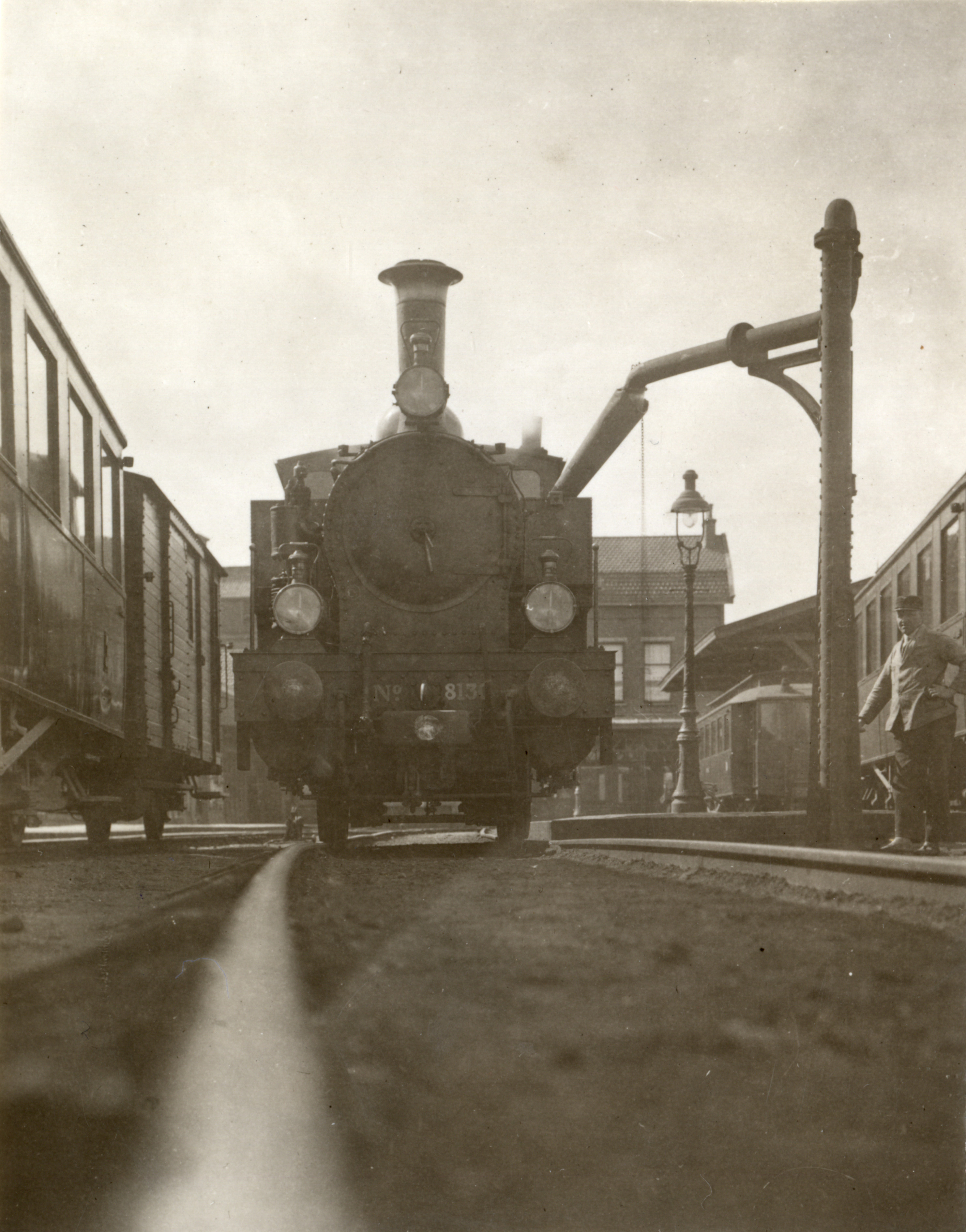
Stoomlocomotief nr. 8130 tijdens waternemen te Wageningen. (28-03-1932)
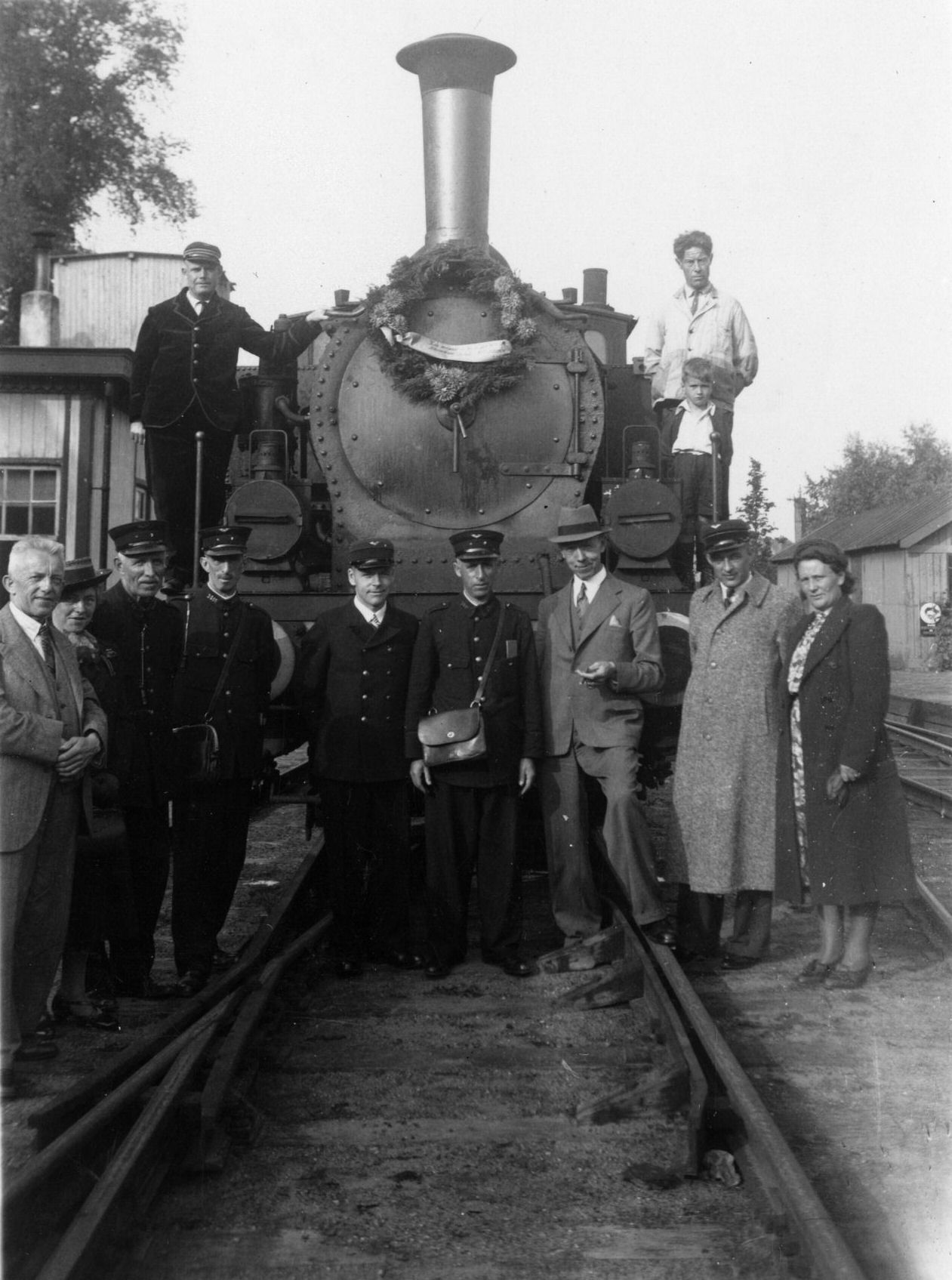
Het trampersoneel en andere geïnteresseerden bij de met kransen versierde stoomlocomotief NS 8130 op het tramstation te Schoonhoven, bij aanvang van de laatste rit naar Gouda. (23-08-1942)
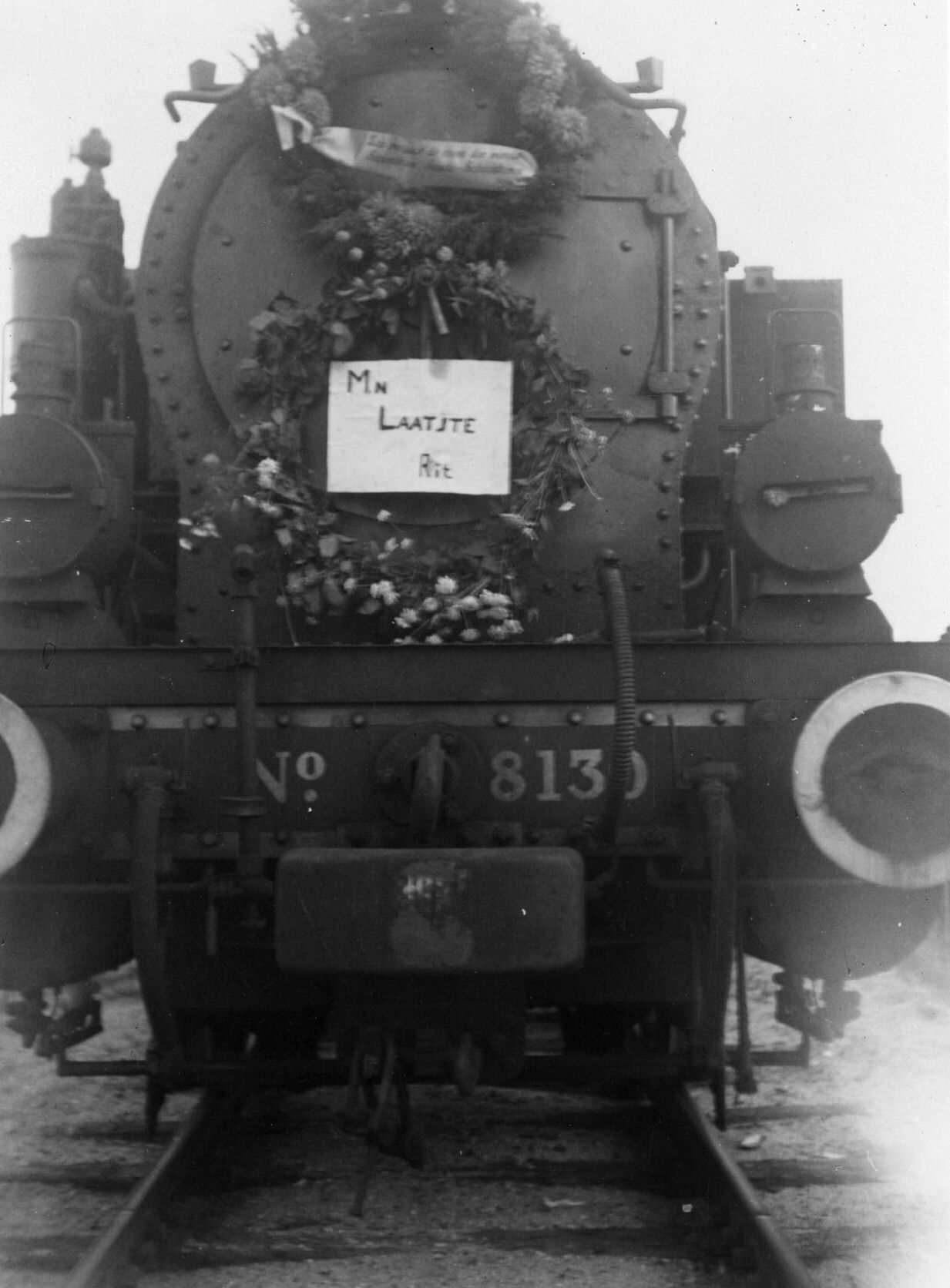
Met kransen versierde voorkant van de stoomlocomotief NS 8130 te Schoonhoven, bij aanvang van de laatste rit naar Gouda. (23-08-1942)